# Georges Lerminier
Georges Lerminier  (* 23. April 1915 in Orléans; † 8. April 1978 in Paris) war ein französischer Romanist und Theaterwissenschaftler.

## Leben und Werk
Lerminier besuchte das Lycée Henri IV und studierte in Paris.  Er war 1938 Mitgründer des Théâtre de la Petite Ourse und organisierte später auch im deutschen Gefangenenlager Theateraufführungen. Dann arbeitete er als Rundfunkjournalist. 1947 begründete er in der Alliance française die Lundis dramatiques, wofür er bedeutende Namen gewinnen konnte (Paul Claudel, Audiberti, Jean Vilar, Jean-Louis Barrault, Albert Camus, Louis Jouvet, Charles Dullin u. a.). Von 1947 bis 1962 war er an der École des hautes études commerciales de Paris und am Centre d'art dramatique (rue Blanche) Dozent für französische Literatur, ferner von 1949 bis 1957 Professor für französische Theatergeschichte am Sweet Briar College in Virginia. Ab 1953 war er Theaterkritiker der Tageszeitung Le Parisien libéré (später Le Parisien). Von 1962 bis zu seinem Tod wirkte er als Generalinspektor des französischen Bühnenwesens (Inspecteur général des spectacles). Der Prix Georges-Lerminier du Syndicat de la critique zeichnet jährlich die beste Provinzinszenierung aus.

## Werke
- Jacques Copeau. Le réformateur 1879-1949, Paris 1953 (Metteurs en scène 5)
- (Hrsg.) Jean Anouilh, La Répétition ou l’Amour puni. Comédie,  Paris 1957, 1988
- (Hrsg.) François Mauriac, Le Mystère Frontenac. Extraits, 1961
- (mit René Marill Albérès, Pierre de Boisdeffre, Manuel de Diéguez und Alain Robbe-Grillet) Dictionnaire de littérature contemporaine, Paris 1963, 1976
- (Hrsg. mit Antoine Adam und Edouard Morot-Sir) Littérature française, 2 Bde., Paris 1967-1968, 1971 (portugiesisch Rio de Janeiro 1972; polnisch Warschau 1974-1980)